# 莫氏副牙脂鯉
莫氏副牙脂鯉（学名：Parodon moreirai）為輻鰭魚綱脂鯉目脂鯉亞目下口半脂鯉科的其中一個種，分布於南美洲巴西淡水流域，體長可達11.8公分，棲息在河川中底層水域，生活習性不明。